# 德米特里·富尔马诺夫
德米特里·安德烈耶维奇·富尔马诺夫（俄語：Дми́трий Андре́евич Фу́рманов，1891年11月7日（旧历10月26日）—1926年3月15日），一译富尔曼诺夫，苏俄作家、军人。俄罗斯无产阶级作家协会成员。
富尔马诺夫出生在科斯特罗马省谢列达（今名富尔马诺夫）的一个农民家庭。1918年，加入布尔什维克。俄国内战期间参加红军，为夏伯阳（瓦西里·恰巴耶夫）所在的师的政委。俄国内战结束后，他投身于文学创作，1923年出版了小说《夏伯阳》。此小说在苏联非常流行，后来在1934年被改编为同名的电影。其本人也是该小说和该电影中的重要人物之一。
1926年，富尔马诺夫因脑膜炎在莫斯科逝世，葬于新圣女公墓。1941年，他的家乡谢列达被改名为“富尔马诺夫”，用来纪念他。